# Bataille de Daejeon
Guerre de Corée
Batailles
Offensive nord-coréenne :

(juin 1950 - septembre 1950)
- Pokpung
- Chuncheon
- Séoul (1re)
- Busan (navale)
- Chumunjin
- Osan
- Pyeongtaek
- Cheonan
- Chochiwon
- Daejeon
- Sangju
- Yongdong
- Hwanggan
- Notch
- Périmètre de Busan

Contre-offensive de l'ONU :

(septembre 1950 - octobre 1950)
- Incheon
- Bombardement de Pyongyang
- Pyongyang

Intervention chinoise :

(octobre 1950 - avril 1951)
- Onjong
- Unsan
- Chongchon (Wawon)
- Réservoir de Chosin
- Évacuation de Hŭngnam
- Séoul (3e)
- Twin-Tunnels
- Jipyeong-ri
- Imjin
- Kapyong

Impasse :

(août 1951 - juillet 1953)
- Crèvecœur
- Fleuve Han
- Opération Commando
- Maryang San
- Suncheon
- Barrage de Sui-Ho
- Triangle Hill
- le Crochet
- Fleuve Samichon
- Armistice de Panmunjeom

Post armistice :
- Raid sur la Maison Bleue
- Attaque de l'EC-121
- Incident du peuplier
- Infiltration de Gangneung
- Guerre du crabe

La bataille de Daejeon fut livrée entre les États-Unis et la Corée du Nord du 16 au 20 juillet 1950 pendant la guerre de Corée dans la ville de Daejon en Corée du Sud. Elle aboutit au retrait des troupes américaines de Daejeon.

## Contexte historique: l'offensive nord-coréenne
Dans les heures précédant l'aube du 25 juin 1950, sous la protection d'un formidable barrage d'artillerie, 135 000 Nord-Coréens franchirent la frontière entre les deux Corées. Le gouvernement nord-coréen annonça que des troupes commandées par le « traître et bandit » Syngman Rhee avaient traversé le 38e parallèle, et que par conséquent le Nord avait été obligé de riposter « à une grave provocation des fantoches de Washington », selon L'Humanité du lendemain. Conseillée et équipée par les Soviétiques, qui ne s'engageront toutefois jamais ouvertement, l'armée nord-coréenne mit en ligne 7 divisions, 150 T-34, 1 700 pièces d'artillerie, 200 avions de combat et d'importantes réserves.
L'attaque nordiste fut dévastatrice. Au moins les deux tiers de la petite armée sud-coréenne (à peine 38 000 hommes répartis sur 4 divisions d'infanterie) étaient alors en permission, laissant le pays largement désarmé. Les Nord-Coréens attaquèrent en plusieurs endroits stratégiques, parmi lesquels Kaesong, Chunchon, Uijongbu, et Ongjin. En quelques jours, les forces sudistes, surclassées en nombre et en puissance de feu, furent mises en déroute et durent battre en retraite. Tandis que l'attaque au sol progressait, l'armée de l'air nordiste bombarda l'aéroport de Gimpo à Séoul où se trouvaient les 22 avions de liaison et d'entraînement de l'aviation du sud. Séoul fut prise dans l'après-midi du 28 juin et Osan, Pyongtaek et Cheonan défendus par les Américains tombent début juillet.

## Prélude
La 8e armée des États-Unis chargé de l'occupation du Japon se composait alors de quatre division d'infanterie. La 24e division d'infanterie est la première à être dépêche en urgence en Corée.

## Déroulement de la bataille

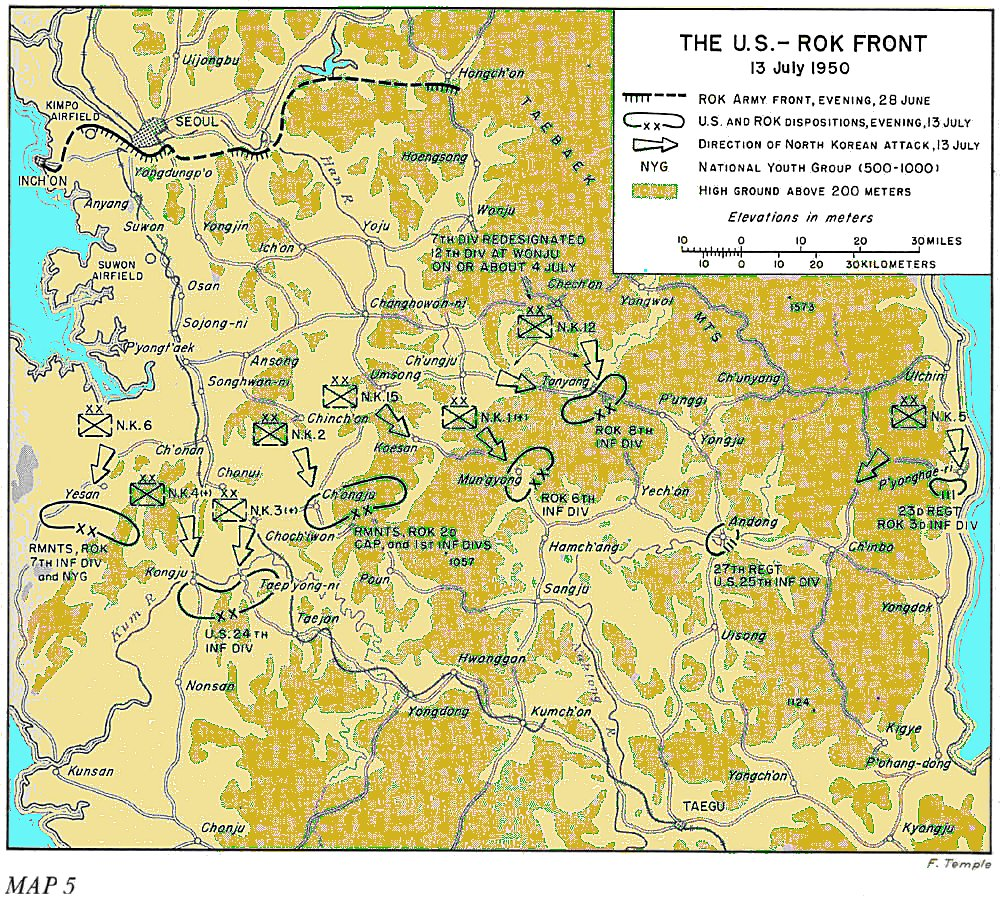
Théâtre des opérations, 13 juillet 1950.

### Attaques nord-coréennes et encerclement de la ville
Les Forces armées des États-Unis, qui tentèrent de défendre les quartiers-généraux de la 24e division d'infanterie, furent submergées par les forces numériquement supérieures de l'Armée populaire de Corée à Daejeon. La 24e division d'infanterie était déjà épuisée par les deux précédentes semaines de combats à endiguer l'avance des Nord-Coréens.
La division entière s'est regroupée pour livrer une lutte finale autour de Daejeon, tenir la ligne le long du fleuve Kum à l'est de la ville. Entravés par le manque de matériel de communication et de la pénurie d'armes lourdes, les Américains ont été repoussés de la rive après plusieurs jours de combats, avant de livrer une bataille intense en milieu urbain pour défendre la ville. Après une féroce lutte de trois jours, les Américains se retirent de Daejeon.

## Conséquences
Bien qu'ils ne pouvaient pas tenir la ville, la 24e division d'infanterie a remporté une victoire stratégique en retardant les Nord-Coréens, accordant ainsi du temps aux autres divisions américaines pour établir un périmètre défensif autour de Pusan, plus au sud. Le délai imposé à Daejeon a probablement empêché une déroute américaine au cours de la bataille subséquente du périmètre de Pusan. Le major-général William F. Dean, commandant la division, fut toutefois capturé par les Nord-Coréens, devenant le prisonnier de guerre américain le plus haut gradé capturé pendant la guerre de Corée. Libéré en septembre 1953 après la fin du conflit, il sera récompensé de la Medal of Honor.
Les pertes nord-coréennes s'élevèrent à 1 250-3 300 tués, blessés ou capturés et 15 à 20 chars T-34 détruits tandis que les Américains déplorèrent la mort de 922 d'entre eux et 228 blessés.